# Botanophila papiliocera
Botanophila papiliocera este o specie de muște din genul Botanophila, familia Anthomyiidae, descrisă de Deng în anul 1997. Conform Catalogue of Life specia Botanophila papiliocera nu are subspecii cunoscute.